# 閉孔突
闭孔突（英語：obturator process）是主龍類動物骨盆的一個結構。它是骨盆坐骨的凸起区域。它是附著在股骨上并有助于跑步的肌肉的末端和連接點。这些肌肉在鳄類中被称为外恥坐股肌（M. pubo-ischio-femoralis externus）1和2。 在鸟类中，肌肉被称为外閉孔肌（M. obturatorius lateralis） 和中閉孔肌（M. obturatorius medialis）。它们插入股骨大转子(great trochanter）。與閉孔突相似的另一結構稱為近背突。